# Der kranke Hirsch

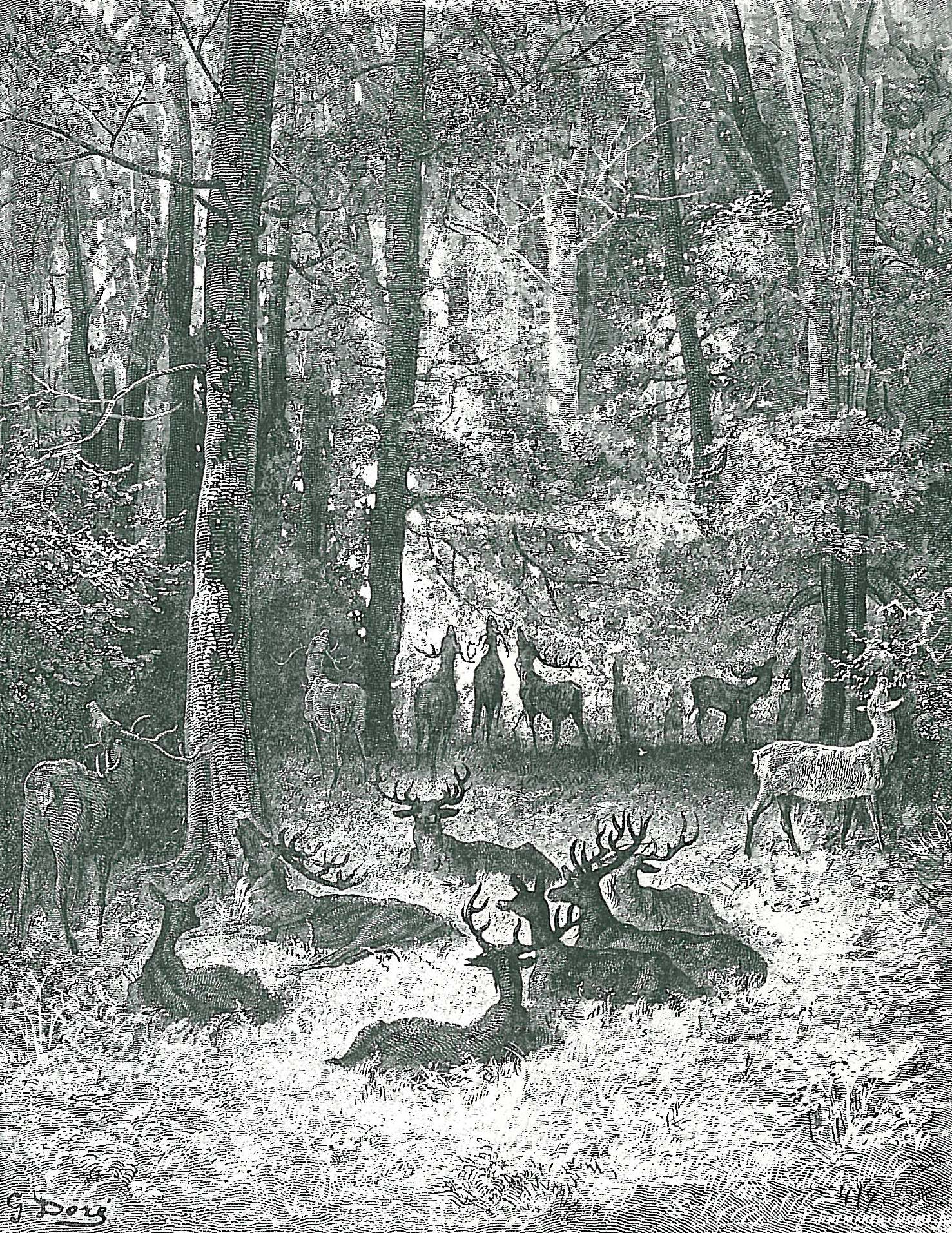
Le Cerf Malade

Der kranke Hirsch (französisch Le cerf malade) ist die sechste Fabel aus dem zwölften und letzten Buch der Sammlung Fables Choisies, Mises En Vers von Jean de La Fontaine. Sie erzählt, wie ein erkrankter Hirsch von seinen Freunden besucht und getröstet wird. Als der Kranke die lästigen Besucher fortschickt, fressen diese den grünen Wald in der Nähe des Hirsches kahl, sodass der Hirsch vor seiner Genesung schließlich den Hungertod stirbt. Die Moral lautet:
Ja, teuer, dass man's nie verschmerzt,

seid ihr, ihr Leib-und Seelenärzt'.

O Zeit! O Sitten! In der Welt

ist nichts umsonst, alles um Geld.
Möglicherweise ist diese singuläre Moral von einem Scherz von Antoine Furetière inspiriert: Nach einer langen Krankheit wurden ihm Spesenabrechnungen von seinen Ärzten vorgelegt, auf denen sich ein Wirrwarr an Verschreibungen und Zeremonien befand, und er verärgert ausrief, man habe ihn mit Rauschgiften und Sakramenten ruiniert.